# Self Possessed
Self Possessed, född 1996 på Brittany Farms i Versailles, Kentucky, är en amerikansk varmblodig travhäst. Han tränades av Ron Gurfein och kördes av Mike Lachance.
Self Possessed tävlade åren 1998–1999 och sprang in 10,8 miljoner kronor på 24 starter varav 13 segrar, 6 andraplatser och 1 tredjeplats. Han tog karriärens största segrar i Hambletonian Stakes (1999) och Kentucky Futurity (1999). Bland hans större meriter räknas även andraplatsen i World Trotting Derby (1999).
Efter tävlingskarriären har han varit avelshingst. Han har lämnat efter sig stjärnor som Cantab Hall (2001), Beissinger Hanover (2001) och Year In Review (2004). Han är även morfar till Oasis Bi (2008) och Robert Bi (2010).